# Hans Gödecke
Hans Gödecke (geboren vor 1572 in Walsrode; gestorben nach 1595) war ein deutscher Maler, insbesondere Kirchenmaler des Barock.

## Bekannte Werke
- 1572 (zugeschrieben): Bilderzyklus aus dem Alten und Neuen Testament über dem Gestühl der Stiftskirche des Klosters Isenhagen[1]
- 1595: Gemälde auf den Emporenbrüstungen sowie die Decke – teils in Temperamalerei – in der Gutskapelle in Breese im Bruche[2]